# Zimony városi község

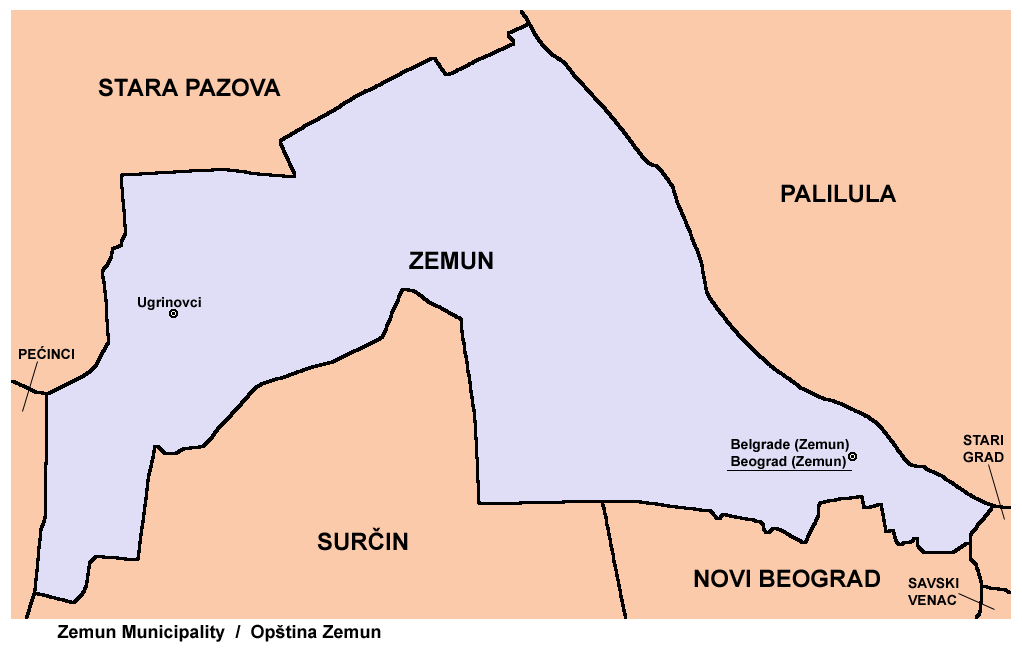
Zimony városi község térképe

Zimony városi község (szerbül Градска општина Земун / Gradska opština Zemun) Szerbia fővárosának, Belgrádnak az egyik közigazgatási egysége a város északnyugati részén.

## Fekvése
Az Alföldön, a Duna déli (jobb) partján, a Száva torkolata fölött, földrajzilag a Szerémség keleti csücskében található. Hozzá tartozik a Nagy Hadi-sziget is.
Északról a Duna és Palilula község, keletről a Száva folyó és az Óváros, délről Újbelgrád és Szurcsin városi község, délnyugatról a vajdasági Pecsince község, északnyugatról pedig a szintén vajdasági Ópázova község határolja.

## Települések
(Zárójelben a szerb név szerepel.)
- Batajnica
- Buszije (Busije)
- Ugrinovce (Ugrinovci)
- Zimony (Zemun)
- Zimonymező (Zemun Polje)

## Népesség
A 2011-es népszámlálás szerint a városi község 168 170 lakossal rendelkezett. Az etnikai összetétel a következő volt: 
- szerbek: 147 810 fő (87,89%)
- cigányok: 5599 (3,33%)
- horvátok: 1411 (0,84%)
- jugoszlávok: 995 (0,59%)
- montenegróiak: 748 (0,44%)
- macedónok: 557 (0,33%)
- muzulmánok: 496 (0,29%)
- gorancik: 383 (0,23%)
- magyarok: 205 (0,12%)
- bosnyákok: 170 (0,1%)
- szlovákok: 170 (0,1%)
- albánok: 165 (0,1%)
- szlovének: 156 (0,09%)
- oroszok: 107 (0,06%)
- németek: 98 (0,06%)
- ukránok: 85 (0,05%)
- bolgárok: 81 (0,05%)
- románok: 64 (0,04%)
- ruszinok: 38 (0,02%)
- vlachok: 26 (0,02%)
- bunyevácok: 19 (0,01%)
- egyéb: 1544 (0,92%)
- nem nyilatkozott: 4821 (2,87%)
- regionális kötődésű: 209 (0,12%)
- ismeretlen: 2213 (1,32%)

## Külső hivatkozások
- Zimony az én városom – Portál (szerbül)